# Olocau
Olocau, também conhecido como Olocau de Carraixet em valenciano, é um município da Espanha na província de Valência, Comunidade Valenciana. Tem 37,4 km² de área e em 2021 tinha 2 028 habitantes (densidade: 54,2 hab./km²).

## Demografia
| Variação demográfica do município entre 1991 e 2004 | Variação demográfica do município entre 1991 e 2004 | Variação demográfica do município entre 1991 e 2004 | Variação demográfica do município entre 1991 e 2004 |
| --------------------------------------------------- | --------------------------------------------------- | --------------------------------------------------- | --------------------------------------------------- |
| 1991                                                | 1996                                                | 2001                                                | 2004                                                |
| 656                                                 | 768                                                 | 919                                                 | 1127                                                |